# Keyk-e mahbub-e man
Keyk-e mahbub-e man (کیک محبوب من), estrenada internacionalment com My Favourite Cake, és una pel·lícula de drama romàntic iraniana del 2024 coescrita i dirigida per Maryam Moghaddam i Behtash Sanaeeha, i protagonitzada per Lily Farhadpour i Esmail Mehrabi.
La coproducció internacional entre Iran, França, Suècia i Alemanya es va estrenar el 16 de febrer de 2024 a la competició principal de l'Ós d'Or al 74è Festival Internacional de Cinema de Berlín. Als cineastes se'ls va prohibir viatjar durant la postproducció, i el govern iranià va prohibir assistir a l'estrena a Berlín. La pel·lícula segueix la història d'una dona que decideix viure els seus desitjos en un país on els drets de les dones estan molt restringits.

## Argument
Mahin, de 70 anys, fa 30 anys que està vídua i els seus dos fills viuen a l'estranger. Viu una vida solitària a Teheran. Però un dia, decideix reunir-se amb els seus amics per prendre el te de la tarda i troba una nova espurna al seu cor. Troba algú que la torna a sentir-se viva, i la nit li porta sorpreses i records imprevisibles.

## Repartiment
- Lily Farhadpour com a Mahin
- Esmail Mehrabi com a Faramarz

## Producció

### Fons
La pel·lícula segueix la història d'una dona que decideix viure els seus desitjos en un país on els drets de les dones estan molt restringits.

### Finançament i producció
La pel·lícula va ser una de les sis primeres pel·lícules seleccionades per a la primera ronda del programa New Dawn després del seu llançament el 2022.
La pel·lícula, la tercera del duo de guionistes i directors iranians Maryam Moqadam i Behtash Sanaeeha, és una coproducció de FilmSazan Javan (Iran), Caractères Productions (França), HOBAB (Suècia) i Watchmen Productions (Alemanya). Va comptar amb el suport de l'Institut de Cinema Suec, Sveriges Television, New Dawn, ZDF/ARTE, Medienboard Berlin-Brandenburg, el World Cinema Fund, l'Aide aux cinemas du monde del CNC, l'Institut Français, el Regió d'Île-de-France, Eurimages i el mercat de coproducció de la Berlinale. It was also supported by the World Cinema Fund.

### Prohibicions de viatjar
El setembre de 2023, quan Moghaddam i Sanaeeha volien viatjar a París per a la postproducció de la pel·lícula, els van confiscar els passaports i els van amenaçar amb càrrecs penals. Això va ser després d'una incursió a la casa de l'editor de la pel·lícula per part de les forces de seguretat iranianes, durant la qual van confiscar joncs i altre material relacionat amb la producció. Els mitjans de comunicació van veure una connexió en aquestes accions amb la seva aclamada pel·lícula del 2020 El perdó, que va provocar les ires de l'estricte govern islàmic de l'Iran. El desembre de 2023, aproximadament 30 organitzacions de cinema, festivals i cineastes, així com organitzacions no governamentals per a la llibertat d'expressió, van escriure una carta oberta demanant a les autoritats iranianes que retiressin immediatament tots els càrrecs contra el duet i que aixequessin la prohibició de viatjar. Entre els signants hi havia la Berlinale, la International Coalition for Filmmakers at Risk (ICFR) i PEN America.
El gener de 2024, després de la seva nominació per competir a la 74a Berlinale, el festival va tornar a demanar llibertat de viatge i llibertat d'expressió per al duet de directors.

## Estrena
Keyke mahboobe man es va estrenar mundialment el 16 de febrer de 2024, com a part del 74è Festival Internacional de Cinema de Berlín, en competició. El govern iranià no va permetre que els directors hi assistissin, per la qual cosa van emetre un comunicat que l'actriu Lily Farhadpour llegiria a la projecció, incloses aquestes paraules:
| « | Hem arribat a creure que ja no és possible explicar la història d'una dona iraniana tot obeint lleis estrictes com el hijab obligatori. Dones per a les quals les línies vermelles impedeixen la representació de la seva veritable vida, com a éssers humans plens. Aquesta vegada, vam decidir creuar totes les línies vermelles restrictives i acceptar les conseqüències de la nostra elecció de pintar una imatge real de les dones iranianes, imatges que han estat prohibides al cinema iranià des de la Revolució Islàmica... Keyk-e mahbub-e man és una pel·lícula feta en lloança de la vida. Aquesta és una història basada en la realitat de la vida quotidiana de les dones de classe mitjana a l'Iran, una mirada atenta a la solitud d'una dona quan entra en els seus anys daurats. Una visió de la realitat de la vida de les dones que no s'ha explicat sovint. És una història contrària a la imatge comuna de les dones iranianes, i semblant a les històries de vida de moltes persones solitàries d'aquest planeta, sobre assaborir els moments curts i dolços de la vida... Senyores i senyors, dediquem amb orgull la nostra estrena a les dones honorables i valentes del nostre país que han passat a la primera línia de la lluita pel canvi social, que intenten enderrocar els murs de les creences obsoletes i fossilitzades i que sacrifiquen les seves vides per aconseguir la llibertat. | » |

Es va projectar al Lichter Filmfest Frankfurt International, Frankfurt, Alemanya, el 20 d'abril de 2024. La pel·lícula també es va projectar a la secció Horizons del 58è Festival Internacional de Cinema de Karlovy Vary el 28 de juny de 2024.
Al Canadà, la pel·lícula es va projectar a les presentacions especials del 2024 Cinéfest Sudbury International Film Festival celebrat del 14 al 22 de setembre de 2024 a Sudbury, Ontario. També va aparèixer en gales i presentacions especials del Festival Internacional de Cinema de Vancouver de 2024 i es va projectar el 2 d'octubre de 2024.
Es va projectar a finals d'octubre en competició al 69a Setmana Internacional de Cinema de Valladolid per l’Espiga d’Or, i el 25 d'octubre al Festival de Cinema d'Adelaide a Austràlia. després al Festival Internacional de Cinema de Chicago, on va guanyar l'Hugo de Plata als millors directors nous. El 28 d'octubre de 2024, la pel·lícula es presentarà al 37è Festival Internacional de Cinema de Tòquio a la secció "Empoderament de les dones".
La companyia de vendes i producció de París Totem Films va adquirir els drets de venda internacional de la pel·lícula abans de la seva estrena mundial a la Berlinale.

## Recepció
Al lloc web de l'agregador de ressenyes Rotten Tomatoes, la pel·lícula té una puntuació d'aprovació del 100% basada en 14 ressenyes, amb una puntuació mitjana de 8,5/10.
Peter Bradshaw en una ressenya per a The Guardian va puntuar la pel·lícula amb 5 estrelles sobre 5 i tocant la controvèrsia d'actualitat on Maryam Moghaddam i Behtash Sanaeeha, els directors de la pel·lícula, no van poder viatjar a Berlín per assistir a la seva pròpia estrena; va escriure: "A més de tota la resta, aquesta pel·lícula meravellosament dolça i divertida contribuirà al debat sobre si els règims repressius són el viver de la grandesa artística". Bradshaw va elogiar l'actuació de la parella principal i va concloure la ressenya que va qualificar la pel·lícula com a encantadora i va escriure: "Hi ha alguna cosa tranquil·lament magnífica en ella, ja que moments com aquests de la vida són commovedors, però molts no els tenen mai.
Jessica Kiang escrivint a Variety va donar una crítica positiva i va dir: "El que li manca de profunditat, la pel·lícula sens dubte ho compensa amb la qualitat de les seves actuacions..." Leslie Felperin ressenyant la pel·lícula per The Hollywood Reporter la va batejar com "Una deliciosa part de la vida", i va opinar: "Moghaddam i Sanaeeha i els actors converteixen aquesta peça escènica en un dervix giratori de seducció de gent gran, executat amb crack cronometratge còmic, coreografia precisa tant per la càmera com per als propis personatges, i un dels grans retalls de tots els temps." Serena Seghedoni fent una ressenya a la Berlinale a Loud And Clear Reviews va atorgar 4 estrelles i va escriure: "Keyk-e mahbub-e man és una història que cal explicar absolutament: la història commovedora, hilarant, dolça, devastadora i tràgica d'una dona que un dia s'atreveix a ser lliure."
Robert Daniels a RogerEbert.com va comparar el personatge de Mahid amb el protagonista del drama georgià Blackbird Blackbird Blackberry, i va escriure: "cada dona busca una mena de relació de tardor, desafiant el seu entorn opressiu abans que sigui massa tard."

## Reconeixements
| Premi                                                | Data                   | Categoria                              | Receptor                            | Result    | Ref.          |
| ---------------------------------------------------- | ---------------------- | -------------------------------------- | ----------------------------------- | --------- | ------------- |
| Premi Eurimages al Desenvolupament de la Coproducció | 19 de febrer de 2022   | Premi Eurimages                        | My Favourite Cake                   | Guanyador | [ 30 ]        |
| Festival Internacional de Cinema de Berlín           | 25 de febrer de 2024   | Ós d'Or                                | Maryam Moghaddam i Behtash Sanaeeha | Nominat   | [ 31 ]        |
| Festival Internacional de Cinema de Berlín           | 25 de febrer de 2024   | Premi FIPRESCI                         | My Favourite Cake                   | Guanyador | [ 32 ]        |
| Festival Internacional de Cinema de Berlín           | 25 de febrer de 2024   | Premis del Jurat Ecumènic              | My Favourite Cake                   | Guanyador | [ 32 ]        |
| Cinéfest Sudbury International Film Festival         | 26 de setembre de 2024 | Pel·lícula internacional destacada     | My Favourite Cake                   | Guanyador | [ 33 ]        |
| Setmana Internacional de Cinema de Valladolid        | 26 October 2024        | Espiga d’Or                            | My Favourite Cake                   | Nominat   | [ 34 ]        |
| Festival Internacional de Cinema de Chicago          | 27 d'octubre de 2024   | Concurs de nous directors: Silver Hugo | Maryam Moghaddam, Behtash Sanaeeha  | Guanyador | [ 35 ] [ 36 ] |

## Lectura addicional
- Roxborough, Scott. «The Iranian Directors of ‘My Favourite Cake’ on Censorship, Travel Bans and “Crossing Red Lines”». The Hollywood Reporter, 16-02-2024. (interview with the directors)